# Oh Father
Singles de Madonna
Cherish
(1989) Dear Jessie
(1989)
Pistes de Like a Prayer
Dear Jessie
(7) Keep It Together
(9)
Oh Father est une chanson de l'artiste américaine Madonna issue de son quatrième album studio, Like a Prayer. Elle est le quatrième single de l'album le 24 octobre 1989 sous le Sire Records. Elle ne sort pas en single dans la plupart des pays européens jusqu'au 24 décembre 1995 après la sortie de la compilation Something to Remember. Écrite et produite par Madonna et Patrick Leonard, le contexte de Oh Father vient de la présence d'hommes sévères et stricts dans la vie de Madonna et notamment son père, Tony Ciccone. La relation entre Madonna et son père s'est dégradée après la mort de sa mère en 1963 et son remariage deux ans plus tard. Lors de l'enregistrement de Like a Prayer, Madonna est dans une période très sentimentale à cause de ses problèmes personnels, qui se reflètent dans Oh Father.
Oh Father est une chanson pop mais avec des airs de ballade. Elle est enregistrée dans un studio au Garment District à New York. Leonard joue différentes progressions d'accords et crée une mélodie, sur laquelle Madonna chante. Elle contraste son timbre dans la chanson qui se base sur des cordes, un piano, un violon et une boîte à rythmes. Oh Father reçoit des critiques positives mais rencontre moins de succès que ses prédécesseurs. Dans la plupart des pays, elle n'atteint pas le top 10 à l'exception de la Finlande et de l'Italie où elle est sixième.
Le clip permet à Madonna d'accepter la mort de sa mère. Réalisé par David Fincher et tourné en noir et blanc, il montre une petite fille qui joue dans la neige alors que sa mère meurt. Madonna la suit et chante alors que la fille échappe à son père abusif. Les critiques le trouvent « autobiographique » et il est listé comme l'un des 100 meilleurs clips selon le magazine Rolling Stone. Ils remarquent que son personnage est situé entre l'enfant et l'adulte et décrivent la scène où la mère est allongée sur un lit, les lèvres cousues, comme la scène la plus perturbante du clip – elle s'inspire des funérailles de la mère de Madonna. Elle interprète Oh Father uniquement pendant le Blond Ambition Tour où elle incarne une femme qui cherche sa religion et qui se bat pour cela.

## Genèse
Quand Madonna avait cinq ans, sa mère, Madonna Ciccone, meurt d'un cancer du sein à l'âge de trente ans. Quelques mois avant sa mort, Madonna observe un changement de comportement chez elle et n'est plus la parfaite mère de famille qu'elle était, sans en comprendre la raison. Mme Ciccone, qui ne voulait pas parler de sa condition médicale, pleurait souvent lorsque Madonna lui posait des questions, à un point qu'elle l'embrassait tendrement. « Je me souviens qu'elle paraissait forte », répond-elle, « J'étais petite et je savais déjà qu'elle était l'enfant ». Madonna reconnaît plus tard qu'elle n'avait pas compris qu'elle était en train de mourir. « Il y a tellement de non-dits, tellement d'émotions en suspens, de remords, de culpabilité, de perte, de rage, de confusion. [...] J'ai vu ma mère, très belle et allongée dans un cercueil ouvert. Puis j'ai remarqué que sa bouche était drôle. J'ai mis un temps à comprendre qu'elles étaient cousues. Sur le coup, j'ai compris que je l'avais perdu pour toujours. La dernière image que j'ai de ma mère, aussi pacifique que grotesque, me hante aujourd'hui ».
Madonna apprend à devenir autonome et vivre avec ses frères et sœurs, elle se tourne vers sa grand-mère paternelle dans l'espoir de trouver de la consolation et sa mère en elle. La fratrie Ciccone en veut aux gouvernantes et se rebelle contre quiconque entrerait dans la maison pour prendre la place de leur mère. Dans une interview pour Vanity Fair, Madonna dit qu'elle s'est vue elle-même dans sa jeunesse comme « une fille solitaire qui cherchait quelque chose. Je n'étais pas rebelle d'une certaine façon. Je voulais tout faire bien. Je ne me suis pas épiler les aisselles et je ne me suis pas maquillée comme les filles normales. Mais j'ai étudié et je suis allée dans les grandes écoles... Je voulais être quelqu'un ». Terrifiée par son père, Tony Ciccone, elle le ressentait tellement qu'elle en était incapable de dormir jusqu'à ce qu'il soit près d'elle. Deux ans après la mort de sa mère, son père se remarie avec la gouvernante, Joan Gustafson. À ce moment-là, Madonna ressent de l'incompréhension et de la colère envers son père qui dure plusieurs décennies et développe une attitude rebelle. Elle explique dans le Interview de mai 1989 :

« Cette attitude rebelle est vraiment arrivée, je pense, quand mon père s'est remarié. Car trois avant son mariage, je me suis attaché à lui. C'était comme s'il était à moi et que je le laissais aller nulle part. Comme toutes les petites filles, j'étais amoureuse de mon père et je ne voulais pas le perdre. J'ai perdu ma mère mais j'étais la mère, mon père était à moi. Il s'est séparé de moi quand il s'est remarié avec ma belle-mère. C'est là que je me suis dit que j'avais besoin de personne. Personne ne brisera mon cœur à nouveau. Je n'ai besoin de personne d'autre. Je peux rester moi-même et être moi-même sans appartenir à personne. »

## Paroles et inspiration
« Oh Father est comme le second couplet de Live to Tell d'une certaine façon. Cela parle de mon père et de mon mari. Je parle des hommes stricts une fois de plus. C'est une source géniale pour m'inspirer à écrire ».
Quand Madonna commence à enregistrer son quatrième album, Like a Prayer, elle est en état de dépression nerveuse à cause de son divorce avec Sean Penn, son trentième anniversaire et les critiques négatives sur ses talents de comédienne. Elle a quelques idées qui pourraient intervenir dans l'esprit de l'album. Tandis qu'elle écrit des chansons pour Like a Prayer, Madonna joue dans une pièce de théâtre intitulée Speed-the-Plow. Dans la pièce, elle joue Karen, la secrétaire d'un réalisateur de films qui couche avec elle à la suite d'un pari. Karen se venge plus tard mais se montre miteuse et intrigante auprès des hommes qui l'exploitent. Madonna est frustrée par les critiques négatives qu'elle reçoit et le transcrit dans les paroles. Cela donne trois chansons – Till Death Do Us Part, Promise to Try et Oh Father – où elle cherche à s'éloigner da sa paranoïa et de ses démons. Écrite avec le producteur Patrick Leonard, Oh Father essaie de revisiter la peine et la confusion de la chanteuse qui ont caractérisé sa relation avec son père. Généralement ressentie comme une lettre d'amour à Tony Ciccone ou une accusation par les critiques, Madonna n'a jamais divulgué l'inspiration derrière Oh Father mais a juste dit qu'elle parlait de son père et était un hommage à Simon et Garfunkel, son groupe favori. Elle ajoute : « C'est ce que l'auditeur pense, ouverte à toute interprétation. J'ai juste écrit la chanson, c'est aux autres de l'interpréter et d'imaginer ce qu'ils veulent ».
Même si la chanteuse n'a jamais mentionné d'abus physique dans sa famille, elle a dit que son père était disciplinaire et sa belle-mère dure avec elle. Lucy O'Brien écrit dans son livre Madonna: Like an Icon que la chanson provient de la négligence émotionnelle que Madonna montrait, et son père qui a eu du chagrin après la mort de Mme Ciccone. Quand il s'est remarié, sa nouvelle ramène ses propres enfants et laissent souvent les autres enfants pour les siens. O'Brien pense que pour cette raison, l'enfance de Madonna a été moins joyeuse et que Oh Father est un exemple potentiel où la chanteuse montre son évasion imaginaire de son enfance troublée et en le rejetant à son père. Tony dit plus tard : « Je ne suis peut-être pas le meilleur père du monde, mais la vie n'a pas été facile pour nous, et Nonni connaissait tout ça ».

## Enregistrement et structure musicale
Quand Madonna enregistre Oh Father, elle est tourmentée par son rôle dans Speed-the-Plow et est assez absente durant l'enregistrement. Bill Meyers qui s'occupe de l'arrangement des cordes de la plupart des chansons de Like a Prayer, et donc Oh Father, rappelle que Madonna a travaillé sur la chanson avec Leonard « dans un petit studio minable de Garment District à New York. C'était grotesque et sale, et cela vient de là ». Selon lui, Madonna bougeait en chantant la chanson comme si cela parlait d'inceste ou de violence domestique. Cependant, ses insécurités sur son enfance se transforment en angoisse dans sa performance vocale. Meyers dit que si Madonna veut changer une note ou ajoute une dièse, elle le fera toujours comme si elle ne voulait pas changer de voix ou de ton. Après avoir terminé le mixage, Meyers complimente Madonna en disant que c'était sa « meilleure » performance vocale, en se référant au fait que son état émotionnel se reflétait dans la chanson. Madonna voulait le remercier mais quand elle a réalisé ce que Meyers sous-entendait par « meilleure », elle quitte le studio précipitamment.
Musicalement, Oh Father est une chanson pop avec des airs de ballade. Madonna fait un contraste avec son timbre de sa voix la plus aiguë à la plus grave. La chanson commence avec des violons pendant vingt secondes. Après cela, une boîte à rythmes, un arrangement et un piano apparaissent alors que Madonna chante « You can't hurt me now, I got away from you, I never thought I would ». Le violon et la batterie s'arrêtent pendant le refrain mais reviennent au pont. Alors que Madonna chante le couplet « For your anger to end, Oh Father I have sinned », les violons modifient leur hauteur. Après le second refrain, il y a un break instrumental quand Madonna dit qu'elle a réalisé que son père ne voulait pas la blesser mais la laisser courir. La chanson se termine avec les guitares et les violons qui partent en fondu. Selon la partition publiée par Alfred Music Publishing, Oh Father se situe dans une mesure en 4/4 et a un tempo de 96 pulsations par minute. Elle est composée dans la tonalité de La mineur et la voix de Madonna s'étend entre les notes Si et Ré5. Oh Father suit la progression d'accords La, Fa, Do et Ré dans les couplets et Ré, Fa, Do, La, La mineur et Sol dans le refrain. Selon Allan Metz, cela est plus évident dans les paroles « Seems like yesterday, I lay down next to your boots and I prayed, For your anger to end, oh father I have sinned ».

## Accueil

### Critique

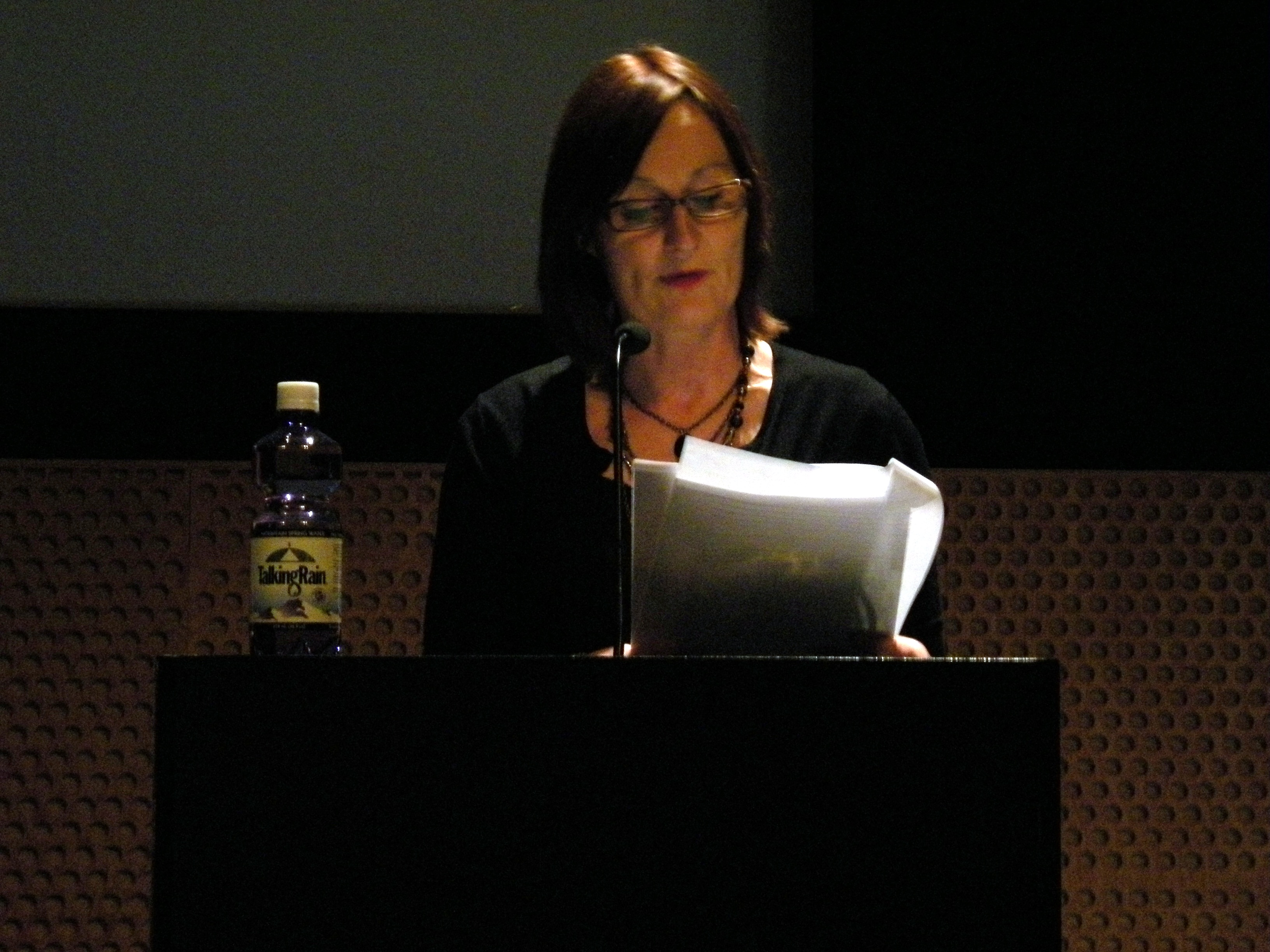
Lucy O'Brien compare Oh Father a une ballade dramatique et prétentieuse tout en comparant la chanteuse à Courtney Love.

J. Randy Taraborrelli, auteur de Madonna: An Intimate Biography, dit que dans Oh Father, Madonna expose elle-même son expérience personnelle en art, en la rendant claire pour que tout le monde comprenne sa relation avec Tony. Rooksby dit que les paroles « dialectiques » pour se sentir bien dans la chanson, ont été très populaires dans les années 80. Il ajoute que Oh Father est le moment le plus généreux et le plus compatissant de la carrière musicale de Madonna. L'auteur ajoute que la piste a pu inspirer l'exploration de l'enfance chez des artistes contemporains comme Kate Bush et Tori Amos, en particulier dans la chanson The Fog, tirée de l'album The Sensual World et Winter, tirée de Little Earthquakes. Freya Jarman-Ivens, un des auteurs de Madonna's Drowned Worlds, déclare que Oh Father est une forte déclaration sur les relations père/fille. Allan Metz, auteur de The Madonna Companion décrit la chanson comme une ballade austère avec des arrangements complexes. Mark Browning, auteur de David Fincher: Films That Scar, pense que la chanson est l'un des plus faibles efforts de Madonna, à cause des couplets qui ressemblent plus à du théâtre musical qu'à une chanson pop. Leslie C. Dunn, écrit dans son livre Embodied Voices, que la nature autobiographique de la chanson montre une nouvelle facette de Madonna. O'Brien compare Oh Father a une ballade dramatique et prétentieuse tout en comparant la chanteuse à Courtney Love et ajoute que Madonna « attaque la chanson avec une passion personnelle ».
Lennox Samuels du Dallas Morning News trouve que « le sens de la blessure est présent dans Oh Father et plus lié qu'aucune autre chanson de Madonna ». Kevin Phinney d'Austin American-Statesman trouve qu'elle est la chanson la plus forte et la plus choquante de Like a Prayer. Stephen Holden du New York Times pense que l'ochestration de la chanson est « grandiloquente » tout en déclarant que les mots de Madonna sont « un triomphe en colère ». Stewart Mason d'AllMusic loue la ballade et dit qu'il s'agit « de sa meilleure performance vocale ». Il ajoute que « les modulations ascendantes du refrain, accompagnées par des harmonies overdubbées qui montrent l'utilisation très contrôlée et effectrice du registre aigu de Madonna, dans son pur éclat, donnant à la chanson un revêtement en acier qui enlève toute la pitié dans les couplets ». Le journaliste J. D. Considine, critiquant Like a Prayer pour Rolling Stone, écrit : « Malgré l'arrangement luxuriant de la chanson, il y a encore une quantité inquiétante de douleur dans « 'You can't hurt me now/I got away from you, I never thought I would ». Non pas tout le mauvais amour et les traumatismes de l'enfance ». Gavin Edwards du même journal trouve la chanson « mélancolique ». Hadley Freeman du Guardian commente que la nature confessionnale des paroles de Oh Father est ce qui se ressent le plus dans la chanson.

### Commercial
Aux États-Unis, Oh Father sort le 24 octobre 1989 et entre à la 55e place du Billboard Hot 100 dans la semaine du 11 novembre 1989,. Elle devient le premier single de Madonna depuis Holiday à ne pas atteindre le top 10 car elle arrive en vingtième position le 30 décembre 1989. Elle brise le record de seize top 5 consécutifs et 17 top 10 consécutifs. Elle reste treize semaines dans le hit-parade. Au Canada, Oh Father entre à la 84e place du classement RPM le 11 novembre 1989. Au bout de neuf semaines, elle grimpe en quatorzième position et reste quinze semaines dans le classement,. La chanson est le moins bon single de Madonna en Australie où elle arrive en 59e position, brisant le record de vingt top 40 consécutifs. Au Japon, la chanson arrive au douzième rang et reste six semaines dans le classement Oricon.
Oh Father ne sort pas en single dans la plupart des pays européens jusqu'au 24 décembre 1995 après la sortie de la compilation Something to Remember. Elle entre et culmine à la seizième place du UK Singles Chart le 6 janvier 1996. Elle est la troisième chanson de Madonna à ne pas atteindre le top 10 après Lucky Star et Take a Bow. Selon The Official Charts Company, Oh Father s'est vendu à 58 730 exemplaires dans le pays. La chanson apparaît aussi dans le hit-parade irlandais le 4 janvier 1996 à la 25e place. Elle connaît plus de succès en Finlande et en Italie où elle arrive en sixième position,. Dans le hit-parade européen, elle commence au 73e rang le 13 janvier 1996. Elle grimpe en 62e position la semaine suivante et est son plus mauvais single à ce moment-là.

## Clip
Le clip est filmé la dernière semaine d'octobre 1989 aux Culver Studios à Culver City. Produit par Propaganda Films, il est réalisé par David Fincher, déjà à l’œuvre sur celui d'Express Yourself. Décrite par Carol Clerk, auteur de Madonnastyle, comme une vidéo autobiographique, elle est entièrement tournée en noir et blanc et recrée la scène de la mort d'une jeune femme, explorant les relations tumultueuses qui suivent entre le mari et la petite fille qu'elle laisse derrière elle. Il commence avec une jeune fille qui joue dans l'arrière-cour alors que la neige commence à tomber. La caméra montre ensuite un lit, où une jeune femme est morte. Son mari la recouvre d'un drap blanc alors qu'un prêtre prie. Madonna, portant un long manteau noir, chante sous la neige, un arbre mort, alors que la petite fille joue avec les bijoux de sa mère. Le mari arrive et dispute la fille, ramassant le collier de perles qui était tombé à ses pieds. On voit ensuite Madonna allongée à côté d'un homme qui chante la chanson tandis que la petite fille visite la tombe de sa mère. Elle est emmenée loin du cimetière alors qu'on voit une scène où la mère embrasse son enfant, essayant d'atteindre la poignée de la porte, et Madonna qui est couverte de bleus sur son visage. Alors que la chanteuse marche dans la forêt, le père sombre dans le chagrin. On voit ensuite les obsèques et la fille qui se lève du lit de sa mère. Quand elle voit ses lèvres cousues, elle s'enfuit. Madonna marche dans une maison où des ombres montrent la petite fille grondée par son père. Finalement, elle marche jusqu'au cimetière et se tient à côté d'un vieil homme, cela implique qu'elle est elle-même la petite fille représentée. La vidéo se termine avec la petite fille qui danse autour de la tombe de sa mère avec la neige qui tombe.
« Tout ce qui est typique de Fincher est présent : le noir et blanc, les ombres, les lents mouvements de caméra, des angles extrêmes et une action lente. Un décor en noir et blanc disparaît entre les tournages, créant une sorte de fluidité entre les scènes et les images, et beaucoup de scènes sont tournées sous la neige, et particulièrement celle du début, avec la neige dans la maison. Cependant, cette histoire centrée sur l'enfant dans laquelle les traumatismes de l'enfance qui affectent soi-disant la vie d'un adulte est visuellement cohérente ».
Madonna dit plus tard que la fin du clip est « une façon de comprendre et d'accepter la mort de sa mère ». Selon la féministe E. Ann Kaplan, la vidéo s'inspire stylistiquement du film Citizen Kane d'Orson Welles. Elle le décrit comme « une histoire typiquement adolescente dans des termes occidentaux culturels ». Il met en avant l'éducation catholique conservatrice de Madonna et ses relations conflictuelles non seulement avec son père mais aussi comme un symbole – le Saint Esprit, la justice et le patriarcat. Bruce David Forbes, auteur de Religion and Popular Culture in America, pense que la vidéo avance les expériences enfantines de Madonna et dramatise ses efforts pour renégocier ses relations, dans ses interactions quotidiennes avec son amoureux et son père et sa relation avec la chrétienté que la chanteuse réfère dans « Oh father I have sinned ». Dunn remarque que comme la publicité Pepsi tournée pour Like a Prayer, le personnage de Madonna est divisé entre un enfant et un adulte, qui s'unifie et se scinde à plusieurs reprises. Dunn ajoute que comme l'histoire le montre, l'enfant chante alors que l'on entend la voix de Madonna, et quand Madonna apparaît dans le couloir, son ombre est celle de l'enfant. Madonna répond à ces observations en disant : « Je pense que la meilleure raison, c'est que j'étais capable de m'exprimer et de ne pas être intimidée de ne pas avoir de mère ». Dunn parle ensuite de la scène des obsèques, où elle a peur de voir les lèvres cousues de sa mère. Décrite comme l'une des scènes les plus troublantes d'un clip, elle s'inspire de la mémoire de sa mère allongée sur son lit. La chanteuse dit dans une interview pour Vanity Fair, qu'elle se rappelle que les lèvres de sa mère étaient drôles à son enterrement. Quand elle les a vus de plus près, elle a vu qu'elles étaient cousues. Cette image de sa mère la hante depuis des années, et elle ajoute qu'elle n'a jamais pu résoudre son complexe d’Électre. La chanteuse explique :

« Je devais parler de la disparition de ma mère et de ce sentiment de culpabilité d'être seule puis je devais parler de la perte de mon père quand il s'est remarié avec ma belle-mère. J'étais juste une fille abandonnée en colère. Je suis toujours en colère. Cette partie de moi qui traîne dit « Ta mère ! Ta mère ! » et recouvre celle qui dit « Je suis blessée ! » Je pense que l'on retrouve tout ça dans le clip. »

Dans une émission de MTV tenue par Kurt Loder et intitulée Breakfast with Madonna, Loder trouve que le clip est « incroyable » puis demande à Madonna si son père l'a vu. Madonna répond : « Pour vous dire la vérité, je ne sais pas s'il l'a vu. J'ai peur de lui demander ». Après avoir diffusée la vidéo pour la première fois le 11 novembre 1989, MTV voulait le diffuser jusqu'à la scène où la mère a les lèvres cousues. Madonna n'est pas d'accord et leur dit qu'elle pourrait annuler plusieurs contrats avec la chaîne, incitant MTV à la diffuser. Le clip est listé comme le 66e meilleur clip vidéo selon le magazine Rolling Stone. En 1991, il reçoit une nomination à la 33e des Grammy Awards dans la catégorie « Meilleur court métrage ». La vision de la réconciliation dans les clips de Oh Father et Papa Don't Preach est inclus plus tard dans le troisième niveau des études de Madonna, un écrit controversé sur le domaine des études médiatiques dans les années 90. Le clip d'Oh Father est commercialement disponible dans la vidéo The Immaculation Collection (1990).

## Interprétation scénique et reprises

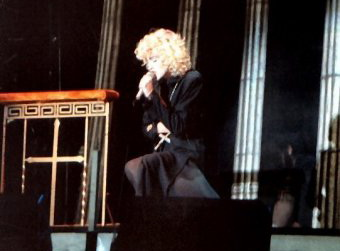
Madonna interprétant Oh Father lors du Blond Ambition Tour.

Madonna interprète Oh Father lors de sa tournée Blond Ambition Tour avec Live to Tell lors de la seconde partie du concert. Alors que Like a Prayer se termine, Madonna, habillée d'une robe de pasteur avec un crucifix autour de son cou et un voile sur sa tête, s'agenouille sur un autel, avec de la fumée d'encens qui flotte autour d'elle. Elle commence à chanter Live to Tell sur un banc du confessionnal, avec des colonnes romaines et une plateforme remplie de cierges. Au milieu de la chanson, elle commence à chanter Oh Father tandis qu'un danseur en robe noire joue le rôle d'un prêtre. Le danseur, Carlton Wilborn, se rappelle que cette prestation a pris beaucoup de répétitions car la chorégraphie devait montrer Madonna en train de rechercher sa religion. Il explique : « D'un côté, elle en avait besoin, tandis que de l'autre, elle était résistante, et notre danse représentait ce combat ». À la fin de la chanson, Wilborn abaisse la tête de Madonna avant de la relever ; il montre ainsi son rôle de prêtre en essayant de réveiller Madonna sur l'importance de la religion. Deux prestations différentes sont disponibles dans les vidéos Blond Ambition – Japan Tour 90, filmée à Yokohama le 27 avril 1990 et Live! – Blond Ambition World Tour 90, filmée à Nice le 5 août 1990.
Le groupe britannique My Vitriol font une version rock pour leur album Finelines. Giant Drag la reprennent dans une version folk rock qui est incluse dans la compilation hommage Through the Wilderness. En 2010, Sia la reprend pour son album We Are Born. K. Ross Hoffman d'AllMusic loue cette version, en disant que la voix de Sia semble sortir de sa gorge et « rappelle un nombre de chanteuses torturées des années 90 ».

## Versions
| CD single 1. Oh Father (edit) – 4:20 2. Pray for Spanish Eyes – 5:15 3. Oh Father (album version) – 4:58 Vinyl 33 tours / cassette 1. Oh Father (edit) – 4:20 2. Pray for Spanish Eyes – 5:15 | Cassette R.U. (1995) 1. Oh Father (album version) – 4:58 2. Live to Tell (live edit from Ciao Italia) – 6:22 CD single R.U. (1995) 1. Oh Father (album version) – 4:58 2. Live to Tell (live edit from Ciao Italia) – 6:22 3. Why's It So Hard (live from The Girlie Show) – 5:12 |

## Crédits
Crédits issus de l'album Like a Prayer.
- Madonna – auteur, producteur
- Patrick Leonard – auteur, producteur, arrangeur
- Bill Meyers – arrangement
- Bruce Gaitsch – guitare acoustique
- Chester Kamen – guitare
- Chuck Findler – arrangement, basse
- Donna De Lory – chœurs
- Niki Haris – chœurs
- Guy Pratt – batterie, cuivres
- Paulinho da Costa – percussion
- Herb Ritts – pochette du disque

## Classements
| Pays                         | Position |
| ---------------------------- | -------- |
| Australie                    | 59       |
| Canada                       | 14       |
| France                       | 26       |
| Japon                        | 12       |
| États-Unis Billboard Hot 100 | 20       |

| Pays        | Position |
| ----------- | -------- |
| Europe      | 62       |
| Finlande    | 6        |
| Irlande     | 25       |
| Italie      | 6        |
| Royaume-Uni | 16       |

## Compléments